# Àstac de Tebes
Àstac o Àstacos (en grec antic: Ἄστακος) va ser, segons la mitologia grega, un guerrer tebà.
Va tenir quatre fills, Ismari, Leades, Melanip i Amfídicos, coneguts per ser alguns dels més valents defensors de la ciutat de Tebes quan la van atacar els set Cabdills. Melanip va matar Mecisteu i va ferir mortalment a Tideu, però Tideu, moribund, va aconseguir matar-lo. Ismari va matar Hipomedont, i Amfídicos a Partenopeu.
Segons Memnó d'Heraclea, Àstac era l'heroi epònim de la ciutat d'Àstacos a Bitínia, que va rebre el seu nom per consell d'un oracle.